# Sizdah gorbeh rooye shirvani

Treize Chats sur le toit de pignon[réf. nécessaire] (en persan : سیزده گربه روی شیروانی, Sizdah gorbeh rooye shirvani) est un film iranien de comédie réalisé par Ali Abdolalizadeh, sorti en 2002[réf. nécessaire].

## Synopsis
Sur une planète imaginaire, Soumaray, le souverain fait un pacte avec le Diable : en échange de fécondité de la reine et la possibilité d’avoir une fille, il laissera le Diable choisir un mari pour sa fille. Diable fait un choix plutôt stratégique afin de garder le contrôle sur le royaume : un raté peureux nommé Oudka. Ce dernier s’enfuit et se rend sur la planète terre. Un envoyé spécial ira à sa recherche…

## Fiche technique
- Titre original : Sizdah Gorbeh Rouye Shirvani
- Tire français : Treize Chats sur le toit de pignon
- Réalisation : Ali Abdolalizadeh
- Scénario : Farzaneh Shbani, Ali Abdolalizadeh, Majid Farazmand
- Musique : Karen Homayounfar (compositeur)
- Pays d'origine :  Iran
- Langue : Persan
- Genre : Comédie
- Durée : 90 minutes
- Dates de sortie : 2002[réf. nécessaire]

## Distribution
- Mohammad Reza Golzar : Ramo
- Mohammad Reza Sharifinia : Oudka
- Mahnaz Afshar : Rouyka
- Merila Zarei : Gohar
- Seyed Hessam Navab Safavi : Jama
- Sirous Gorjestani : Gholam Abrou
- Mahmoud Bahrami : Assistant de Gholam Abrou
- Mahmoud Jafari : Officier de police
- Gohar Kheirandish : Khanoom Bozorg